# Simon François Ravenet
Simon François Ravenet (Parigi, 1706 – Londra, 2 aprile 1774) è stato un incisore francese naturalizzato inglese.

## Biografia
Simon François Ravenet studiò incisione a Parigi, alla scuola di Jacques-Philippe Le Bas. Nel 1750 si trasferì a Londra, dove fondò assieme ad altri artisti francesi una scuola d'incisione. Gli è attribuita la rinascita dell'interesse verso l'arte dell'incisione, in Inghilterra.
Molte sue opere (31 ritratti incisi) sono conservate nella National Portrait Gallery di Londra, e alcune nel Cleveland Museum of Art.
Gli è attribuita l'invenzione della tecnica decorativa detta decalcomania.
Suo figlio Simon François Ravenet il giovane fu anch'egli un incisore, attivo soprattutto a Parma. Eseguì numerose incisioni tratte da opere del Correggio, di Boucher e di altri.